# Nektaneb I.
Heperkare Nehtnebef, bolj znan po njegovem heleniziranem imenu  Nektaneb I., je bil faraon Starega Egipta in ustanovitelj zadnje (30.) domorodne vladarske  dinastije.

## Vladanje

### Družina in prihod na oblast
Nektaneb je bil armadni general iz Sebenita in sin pomembnega vojaškega častnika Džedhorja (helenizirano v Teos). Stela, ki so jo odkrili v Hermopolisu, kaže, da je na oblast prišel s strmoglavljenjen in morda usmrtitvijo Neferita II., zadnjega faraona 29. dinastije. Domneva se, da mu je pri tem pomagal grški general Habrias. Nektanebovo kronanje je bilo leta 379/380 pr. n. št. v Saisu in Memfisu. Prestolnico kraljestva je preselil iz Mendesa v Sebenitos.
Nektanebovo sorodstvo s faraoni iz prejšnje dinastije ni povsem jasno. Do Neferita II. in njegovega očeta Ahorisa ni bil ravno obziren. Prvega je imel za neprimernega, drugega pa za uzurpatorja. Zgleda, da je bil bolj obziren do Neferita I., za katerega se je nekoč verjelo, da je bil njegov oče ali stari oče, zdaj pa velja prepričanje, da to ni res in da gre za napačno razlago Demotske kronike.  Ahoris in Nektaneb bi vsekakor lahko bila sorodnika Neferita I.
Nektaneb je imel dva znana sinova: svojega naslednika Teosa in Tžahapimuja.

### Delovanje v Egiptu
Nektaneb je bil velik gradbenik in restavrator, kakršnega Egipt ni imel že nekaj stoletij.  Naročil  je gradnjo več templjev po celem kraljestvu. 
Na svetem otoku File pri Asuanu je začel graditi Izidin tempelj, ki naj bi po izgradnji vestibula postal eden od najsvetejših mest s Egiptu. Na ograjenem prostoru svetišča Amon-Raja v Karnaku je začel graditi prvi pilon. Za  mammisi, ki so ga odkrili v Denderi, velja prepričanje, da je bil prvi v Egiptu.  Arheološka okritja v Hermopolisu, Hermopolisu Parva, Saft el-Hinni in  Mendesu  kažejo, da je podpiral kult živali, ki se je v Egiptu razširil med perzijskima okupacijama (27. in 31. dinastija). Svetišča, ki jih je zgradil Nektaneb I., so odkrili tudi v Memfisu, Tanisu in El Kabu.
Do duhovščine je bil zelo velikodušen. Odlok iz prvega  leta njegove vladavine, odkrit na steli v Naucratisu, je določal, da se mora deset odstotkov davkov na uvoz in domačo proizvodnjo v tem mestu odvesti odvesti Neithovemu templju v Saisu. Dvojčico omenjene stele so odkrili v sedaj potopljenem Heracleionu. Stela je stala pred pilonom Ramzesa II. Na njej je bil seznam donacij, ki jih je Nektaneb I. namenil lokalnim božanstvom, in drugih ugodnosti, ki jih je podelil Horovim duhovnikom v Edfu. Nektanebova razsipnost kaže na njegovo pobožnost in finančno podpiranje najbogatejše institucije v državi na račun obrambe države.

### Perzijska invazija
Leta  374/373 pr. n. št. se je Nektaneb soočil s poskusom perzijskega kralja Artakserksa II., da bi ponovno osvojil Egipt. Artakserks je na  Egipt gledal kot na svojo uporniško satrapijo. Po šestih letih priprav in pritiska na Atene, da bi iz Egipta odpoklicale grškega generala Habiriasa, je napadel z veliko armado pod poveljstvom grškega generala Ifikrata in perzijskega generala Farnabaza. Vojska je štela 200.000 perzijskih vojakov in grških najemnikov in okoli 500 ladij. Trdnjave na Peluzijskem rokavu v Nilovi delti so dobile Nektanebov ukaz, da Perzijce prisiljo na plovbo po kakšnem drugem rokavu Nila. Perzijsko ladjevje je uspelo najti manj branjen Mendeški rokav Nila, 
potem pa je med Ifikratom in Farnabazom nastalo nezaupanje, ki je preprečilo perzijski vojski, da bi dosegla Memfis. Letna poplava Nila in odločnost branilcev sta uspela obraniti Egipt. Invazija, ki je sprva kazala na Nektanebov neizogiben poraz, se je končala z njegovo popolno zmago.
Leta 368 pr. n.. št. so se začele Artakserksu II. upirati tudi zahodne satrapije Ahemenidskega cesarstva. Nektaneb je finančno podprl uporniške satrape in ponovno vzpostavil vezi s Šparto in Atenami.

## Nasledstvo
Nektaneb je umrl v 19. letu svoje vladavine. Njegove grobnice, sarkofaga in mumije še niso odkrili. Proti koncu svoje vladavine, verjetno leta 364/363 pr. n. št., je sklenil odpraviti dinastične težave, ki so pestile njegovo predhodnike, in ponovno vzpostavil opuščeno institucijo sovladarja. Za svojega sovladarja je imenoval sina Teosa. Teosa je kmalu zatem brat Tžahapimu izdal in uspel na egipčanski prestol postaviti svojega sina Nektaneba II.